# Makonnen Endelkachew
Makonnen Endelkachew (amharisch መኮንን እንዳልካቸው; * 16. Februar 1890 in Tagulat (Provinz Shoa); † 27. Februar 1963 in Addis Abeba) war ein äthiopischer Politiker. Von 1941 bis 1943 war er Innenminister und von 1943 bis 1957 der erste Ministerpräsident seines Landes.
Das Amt des Ministerpräsidenten wurde von Kaiser Haile Selassie nach seiner triumphalen Rückkehr nach der italienischen Invasion, im Zuge einer gesellschaftlichen und ökonomischen Modernisierung, neu geschaffen. Endelkachew wurde von ihm mit diesem Amt betraut. Er hielt es zu seinem Rücktritt am 1. November 1957 inne. Sein Nachfolger wurde Abebe Aragai.
17 Jahre später trat sein Sohn Endelkachew Makonnen in die Fußstapfen des Vaters und wurde selbst Ministerpräsident.